# Boffzen (gemeindefreies Gebiet)
Das gemeindefreie Gebiet Boffzen ist eines von sieben gemeindefreien Gebieten im Landkreis Holzminden, Niedersachsen. Der Name des Gebietes leitet sich von der angrenzenden Gemeinde Boffzen ab. Das Gebiet liegt vollständig im Mittelgebirge Solling.
Es hat eine Fläche von 23,37 km² und grenzt im Uhrzeigersinn im Norden und Osten an die Stadt Holzminden, im Süden an die Gemeinden Derental und Lauenförde und im Westen an die Gemeinden Fürstenberg und Boffzen des gleichen Landkreises. Daneben bestehen im Westen kurze Grenzabschnitte zum nordrhein-westfälischen Kreis Höxter.
Das gemeindefreie Gebiet ist unbewohnt. Aus statistischen Gründen führt es jedoch den Amtlichen Gemeindeschlüssel 03 2 55 501.